# McDonald Beach
Der McDonald Beach ist ein weitläufiger Strand an der Nordwestküste der antarktischen Ross-Insel. Er liegt westlich des Inclusion Hill am Kap Bird.
Teilnehmer einer von 1958 bis 1959 durchgeführten Kampagne im Rahmen der New Zealand Geological Survey Antarctic Expedition benannten ihn nach Captain Edwin Anderson McDonald (1907–1988), stellvertretender Kommandant der für Antarktika zugeteilten Unterstützungskräfte der United States Navy, der die Expedition bei den Landvermessungen am Kap Bird logistisch unterstützt hatte.